# David Cook
David Roland Cook (Houston, 1982. december 20. –) amerikai rock énekes, dalszerző, aki az American Idol 7. szériájának nyertese. 2008. november 18.-án kiadott egy albumot Analog Heart címmel, ami azóta a RIAA (Recording Industry Association of America) által igazolt platinalemez lett.

## Élete
Az USA-ban Houstonban, Texas államban született, de Blue Springsben, Missouri államban nevelkedett. Szülei Beth Foraker és Stanley Cook, van két testvére Adam és Andrew. Nagyon fiatalon kezdett érdeklődni a zene iránt. Általános iskola második osztályában az énektanára szerepet adott neki az iskolai karácsonyi darabban. Ezek után jóformán minden programban szerepelt. 13 évesen kapta az első gitárját, egy Fender Stratocaster-t. Blue Springsben járt középiskolába, ahol olyan zenés darabokban is szerepelt mint például a West Side Story. Középiskola alatt baseballozott is, de egy sérülés miatt abbahagyta így még jobban koncentrált a zenére. Ösztöndíjat nyert a Missouri Egyetemre, de abbahagyta a színészet tanulását két szemeszter után. 2006-ban érettségizett grafikus tervezésből. Ezután Tulsa-ba, Oklahoma államba költözött, hogy megkezdje zenei karrierjét.

## Karrier
Középiskolai évei alatt elindította a Red Eye nevű zenekart barátjával, Bobby Kerr-rel, amit később Axium-ra neveztek át. 15 évesen írta az első dalát Red Hot címmel. A banda három albumot adott ki (Matter of Time, Blindsided és The Story Thus Far). 2006-ban feloszlottak, amikor David Tulsa-ba költözött és csatlakozott a Midwest Kings-hoz. Az együttes két tagja, Andy Skib és Neal Tiemann később tagjaivá váltak David American Idol utáni zenekarának, a The Anthemic-nek. Ez előtt kiadta a második szólóalbumát is, mialatt bárpultosként dolgozott.

### American Idol
David eredetileg nem tervezte hogy jelentkezik, csak az öccsét kísérte el az omahai válogatásra, ahol családja nyomására jelentkezett. A versenyen több szám közben is gitáron kísérte magát. A legjobb 12 hete óta viselt egy narancssárga karkötőt, hogy támogassa egy rajongóját a 7 éves, leukémiás Lindsey Rose-t. 2008. május 21.-én a szavazatok 56%-ával megnyerte a versenyt.
| Hét        | Téma                                                                       | Dal                                                                               | Eredeti előadó                      |
| ---------- | -------------------------------------------------------------------------- | --------------------------------------------------------------------------------- | ----------------------------------- |
| Válogatás  | -                                                                          | Livin' On A Prayer                                                                | Bon Jovi                            |
| Hollywood  | -                                                                          | (Everything I Do) I Do It For You                                                 | Bryan Adams                         |
| Legjobb 50 | -                                                                          | I'll Be                                                                           | Edwin McCain                        |
| Legjobb 24 | '60-as évek                                                                | Happy Together                                                                    | The Turtles                         |
| Legjobb 20 | '70-es évek                                                                | All Right Now                                                                     | Free                                |
| Legjobb 16 | '80-as évek                                                                | Hello                                                                             | Lionel Richie                       |
| Legjobb 12 | Lennon/McCartney                                                           | Eleanor Rigby                                                                     | The Beatles                         |
| Legjobb 11 | The Beatles                                                                | Day Tripper                                                                       | The Beatles                         |
| Legjobb 10 | Születési év                                                               | Billie Jean                                                                       | Michael Jackson                     |
| Legjobb 9  | Dolly Parton                                                               | Little Sparrow                                                                    | Dolly Parton                        |
| Legjobb 8  | Inspiráló dalok                                                            | Innocent                                                                          | Our Lady Peace                      |
| Legjobb 7  | Mariah Carey                                                               | Always Be My Baby                                                                 | Mariah Carey                        |
| Legjobb 6  | Andrew Lloyd Webber                                                        | The Musik Of The Night                                                            | Michael Crawford                    |
| Legjobb 5  | Neil Diamond                                                               | I'm Alive All I Really Need Is You                                                | Neil Diamond                        |
| Legjobb 4  | Rock and Roll Hall of Fame                                                 | Hungry Like The Wolf Baba O'Riley                                                 | Duran Duran The Who                 |
| Legjobb 3  | A zsűri választása (Simon Cowell) Versenyző választása Producer választása | The First Time Ever I Saw Your Face Dare You To Move I Don't Want To Miss A Thing | Peggy Seeger Switchfoot Aerosmith   |
| Finálé     | Clive Davis választása Új dal Versenyző választása                         | I Still Haven't Found What I'm Looking For Dream Big The World I Know             | U2 Emily Shackelton Collective Soul |

## További információ
- Hivatalos oldal
- David Cook a Facebookon
- David Cook az Internet Movie Database-ben (angolul)